# Trey Flowers
Robert Lee „Trey“ Flowers III (geboren am 16. August 1993 in Huntsville, Alabama) ist ein US-amerikanischer American-Football-Spieler auf der Position des Defensive Ends. Er spielte College Football für die University of Arkansas und wurde im NFL Draft 2015 von den New England Patriots ausgewählt, mit denen er den Super Bowl LI und den Super Bowl LIII gewann. Von 2019 bis 2021 stand Flowers bei den Detroit Lions unter Vertrag, anschließend 2022 bei den Miami Dolphins und 2023 erneut bei den New England Patriots.

## College
Flowers wurde 1993 in Huntsville, Alabama, geboren und besuchte dort die Columbia High School. Danach spielte er von 2011 bis 2014 Football am College. Er besuchte, nachdem er sich zunächst für Georgia Tech entschieden hatte, es sich aber nach weniger als einer Woche anders überlegte, die University of Arkansas und spielte dort für die Arkansas Razorbacks in der NCAA Division I FBS.
Insgesamt kam er in vier Saisons auf 190 Tackles, davon 47,5 für Raumverlust, 18,0 Sacks, 13 verteidigte Pässe, eine Interception und vier erzwungene Fumbles.

## NFL
Beim NFL Combine war Flowers einer der besten Spieler auf seiner Position im Hoch- und Weitsprung aus dem Stand. Im NFL Draft 2015 wurde Flowers in der 4. Runde an insgesamt 101. Stelle von den New England Patriots ausgewählt. Bei den Patriots unterschrieb er einen Vierjahresvertrag über 2,8 Millionen US-Dollar.
In seiner Rookiesaison kam Flowers nach einer Verletzung im ersten Spiel der Preseason kaum zum Einsatz. In der Saison 2016 schaffte Flowers den Durchbruch. Zunächst erzielte er in der Preseason einen Touchdown infolge eines Sacks. Nachdem ihm in Woche 8 der Regular Season gegen die Buffalo Bills zwei Sacks gelangen, lief er ab Woche 10 als Starter auf und beendete die Regular Season mit sieben Sacks, dazu erzielte er 45 Tackles und eroberte zwei Fumbles.
Mit den Patriots zog Flowers in den Super Bowl LI gegen die Atlanta Falcons ein, in dem er eine wichtige Rolle spielte. Er erzielte sechs Tackles und 2,5 Sacks. Vier Minuten vor Schluss trug ein Sack von Flowers entscheidend dazu bei, dass die acht Punkte in Führung liegenden Falcons kein Field Goal erzielen konnten. Die Patriots gewannen das Spiel schließlich mit 34:28 in der Overtime, womit Flowers seinen ersten Super-Bowl-Sieg feiern konnte.
In der Saison 2017 lief er in vierzehn Spielen als Starter auf, zwei Partien verpasste er wegen einer Verletzung. Mit 6,5 Sacks war er, wie bereits in der Vorsaison, der Spieler der Patriots mit den meisten Sacks. Zum zweiten Mal in Folge erreichte er den Super Bowl, wo die Patriots dieses Mal den Philadelphia Eagles unterlagen.
Auch 2018 stand Flowers mit den Patriots wieder im Super Bowl. Im Super Bowl LIII besiegten die Patriots die Los Angeles Rams mit 13:3. In der Regular Season erzielte Flowers mit 7,5 Sacks in der Regular Season und zwei weiteren in den Playoffs erneut teaminterne Bestwerte.
Ab 2019 spielte Flowers, dessen Vertrag bei den Patriots auslief, für die Detroit Lions, bei denen er einen Fünfjahresvertrag über 90 Millionen Dollar unterschrieb. Er kam in 29 Spielen für Detroit zum Einsatz, nach sieben Sacks in seiner ersten Saison bei den Lions stand er in den folgenden beiden Spielzeiten nur in 14 Spielen auf dem Feld und erzielte dabei lediglich 3,5 Sacks. Am 16. März 2022 entließen die Lions Flowers.
Am 29. August 2022 nahmen die Miami Dolphins Flowers unter Vertrag. Er kam nur in vier Spielen zum Einsatz, bevor er wegen einer Fußverletzung auf die Injured Reserve List gesetzt wurde.
Im August 2023 kehrte Flowers zu den New England Patriots zurück. Er wurde vor Saisonbeginn auf die Reserve/PUP-Liste gesetzt und am 24. Oktober 2023 entlassen.

### NFL-Statistiken
| 2015                               | NE     | 1            | 0            | 0            | 0            | 0            | 0,0          | 0            | 0            | 0            | 0            | 0            | 0            | 0            | 0            |              |              |              |
| 2016                               | NE     | 16           | 8            | 45           | 23           | 22           | 7,0          | 1            | 0            | 0            | 0            | 0            | 0            | 2            | 0            |              |              |              |
| 2017                               | NE     | 14           | 14           | 62           | 45           | 17           | 6,5          | 3            | 0            | 0            | 0            | 0            | 2            | 0            | 0            |              |              |              |
| 2018                               | NE     | 15           | 15           | 57           | 32           | 25           | 7,5          | 2            | 0            | 0            | 0            | 0            | 3            | 0            | 0            |              |              |              |
| 2019                               | DET    | 15           | 15           | 51           | 31           | 18           | 7,0          | 0            | 0            | 0            | 0            | 0            | 2            | 0            | 0            |              |              |              |
| 2020                               | DET    | 7            | 5            | 22           | 12           | 10           | 2,0          | 1            | 0            | 0            | 0            | 0            | 2            | 1            | 0            |              |              |              |
| 2021                               | DET    | 7            | 7            | 24           | 15           | 9            | 1,5          | 0            | 0            | 0            | 0            | 0            | 1            | 1            | 0            |              |              |              |
| 2022                               | MIA    | 4            | 0            | 4            | 1            | 3            | 0,0          | 0            | 0            | 0            | 0            | 0            | 0            | 0            | 0            |              |              |              |
| 2023                               | NE     | kein Einsatz | kein Einsatz | kein Einsatz | kein Einsatz | kein Einsatz | kein Einsatz | kein Einsatz | kein Einsatz | kein Einsatz | kein Einsatz | kein Einsatz | kein Einsatz | kein Einsatz | kein Einsatz | kein Einsatz | kein Einsatz | kein Einsatz |
| Gesamt                             | Gesamt | 79           | 64           | 265          | 161          | 104          | 31,5         | 7            | 0            | 0            | 0            | 0            | 10           | 4            | 0            |              |              |              |
| Quelle: pro-football-reference.com |        |              |              |              |              |              |              |              |              |              |              |              |              |              |              |              |              |              |